# 청자 오리모양 연적
청자 오리모양 연적(靑磁 鴨形 硯滴)은 대한민국 서울특별시에 있는 오리 모양으로 만든 고려시대의 청자 연적이다. 사실적 기법으로 오리 형태와 깃털까지 세밀하게 나타낸 정교한 작품이다.

## 개요
오리가 연 줄기를 꼬아 입에 물고 있고, 이 연 줄기에 달린 연잎과 꽃봉오리를 오리의 등에 자연스럽게 붙여 조화시켰다. 오리의 등 한복판에 붙어 있는 연잎에는 안으로 뚫린 구멍이 있어 물을 넣도록 되어 있고, 꽃봉오리 모양의 작은 마개를 꽂아서 덮게 되어 있다. 물 따르는 구멍은 오리 주둥이의 오른쪽에 붙어 있는데, 지금은 그 부분이 부서져 있어 원형을 확실하게 알 수 없다.
맑은 담녹색의 비취색 유약이 전면에 고르게 씌워져 있으며, 바닥에는 규석받침으로 받쳐 구운 흔적이 남아 있다. 12세기 강진 사당리요에서 만든 것으로 추정되며, 오리의 세련된 조각 기법, 알맞은 크기, 맑은 비색유 등으로 보아 고려 귀족사회의 세련된 문방 취미를 엿볼 수 있다.

## 같이 보기
- 강진 고려청자 요지 (사적 제68호)

## 참고 자료
- 청자 오리모양 연적 - 국가유산청 국가유산포털

 본 문서에는 서울특별시에서 지식공유 프로젝트를 통해 퍼블릭 도메인으로 공개한 저작물을 기초로 작성된 내용이 포함되어 있습니다.